# Hold Me Up
Hold Me Up – trzeci album studyjny amerykańskiego zespołu Goo Goo Dolls, wydany w 1990 przez Metal Blade Records. Podobnie, jak poprzednie dwa wydawnictwa, nagrany został w studiu Trackmaster Audio w Buffalo. Z płyty tej pochodzi pierwszy singiel grupy, "There You Are", do którego powstał także ich pierwszy wideoklip. Na Hold Me Up Johnny Rzeznik wykonuje wiele utworów. Na tym wydawnictwie słychać jednak również wokale Robby'ego Takaca (sześć piosenek), George'a Tutuski (utwór "22 Seconds") oraz, gościnnie (podobnie jak na wcześniejszym albumie), Lance'a Diamonda (cover Prince'a "Never Take the Place Of Your Man").
W 1991 ukazała się EP-ka Just the Way You Are, na której umieszczono studyjną wersję tytułowej piosenki oraz koncertowe wersje trzech innych piosenek z Hold Me Up.
Pięć utworów z tego albumu znalazło się także na późniejszych kompilacjach zespołu. Na Ego, Opinion, Art & Commerce zawarto piosenki "Just The Way You Are", "Two Days In February", "Laughing" oraz "There You Are", a Greatest Hits Volume Two: B-sides & Rarities zawiera kompozycję "Million Miles Away".

## Lista utworów
1. "Laughing" – 3:40
2. "Just the Way You Are" – 3:08
3. "So Outta Line" – 2:22
4. "There You Are" – 3:07
5. "You Know What I Mean" – 3:24
6. "Out Of the Red" – 1:40
7. "Never Take the Place Of Your Man" (oryginalnie Prince) – 3:52
8. "Hey" – 2:51
9. "On Your Side" – 3:04
10. "22 Seconds" – :39
11. "Kevin's Song" – 3:09
12. "Know My Name" – 2:42
13. "Million Miles Away" (oryginalnie The Plimsouls) – 2:44
14. "Two Days In February" – 3:11

## Personel
- Robby Takac – gitara basowa, śpiew
- Johnny Rzeznik – gitara, śpiew
- George Tutuska – perkusja